# Bertolucci on Bertolucci

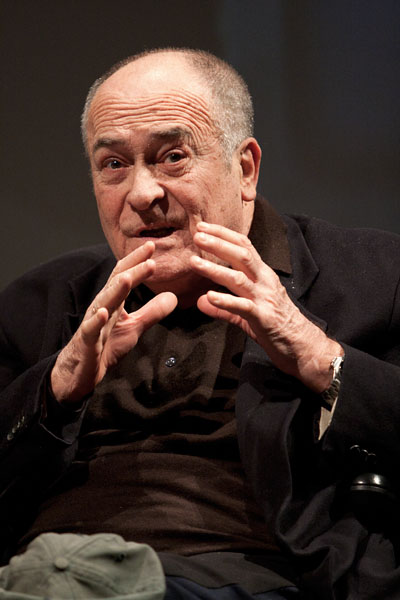
Bernardo Bertolucci, 2011; Foto Elisa Caldana

Bertolucci on Bertolucci ist ein Dokumentarfilm von Walter Fasano und Luca Guadagnino über den italienischen Filmregisseur Bernardo Bertolucci. Der Film beruht auf gefilmten Interviews, die Bertolucci im Lauf von 50 Jahren gegeben hat. Premiere des Films war am 31. August 2013 auf dem Filmfestival in Venedig in der Sezione Venezia Classici.

## Inhalt
In dem Film, der ausschließlich aus Interviews mit dem Regisseur zusammengeschnitten wurde, spricht Bertolucci von seinen Anfängen als Poet, von seinem Vater, von Filmen, die ihn beeindruckt und Regisseuren, die er geschätzt hat – hier nennt er speziell Jean Renoir und Jean-Luc Godard -, seinen Ansichten zu Gesellschaft und Politik und von seiner marxistischen Vergangenheit. Er äußert sich zu seiner Arbeit als Filmregisseur, über die Bedeutung der Musik im Film, über die Ziele und Visionen, die ihn beim Filmen bewegt haben und über den Einfluss der Psychoanalyse auf seine Arbeit. Eins der längeren Interviews im Film hat der Psychoanalytiker und Filmtheoretiker Andrea Sabbatini mit Bertolucci geführt. Er geht weiterhin auf Details der Arbeit am Set ein und erzählt Anekdoten aus seinem langen Leben als Regisseur. Angesprochen werden sowohl die Filme, die ihn weltberühmt gemacht haben – Der Konformist, Der letzte Tango in Paris oder Der letzte Kaiser – als auch weniger bekannte und fast schon vergessene.
Der Film beginnt zwar bei Bertoluccis Erstling La Commare Secca, geht aber trotzdem nicht chronologisch vor, sondern folgt den Anregungen, Abschweifungen und Überlegungen Bertoluccis während der Interviews. Entstanden ist dabei ein „hochkomplexes Porträt“ des Regisseurs.

## Produktion und Veröffentlichung
Die Vorbereitungen zu der Dokumentation erstreckten sich über zwei Jahre, in denen Fasano und Guadagnino verstreutes Filmmaterial von über 300 Stunden Spieldauer aus Archiven und Bibliotheken sichteten.
Der für den Sound verantwortliche Davide Favargiotti hat in den folgenden Jahren bei fünf weiteren Filmen Guadagninos, darunter A Bigger Splash, Call Me by Your Name oder Suspiria, in verschiedenen Funktionen mitgearbeitet.
Der Film wurde nach der Premiere in Venedig 2013 in den folgenden Jahren auf mehreren internationalen Filmfestivals gezeigt.

## Rezeption
Leslie Felperin vom Hollywood Reporter schreibt: „Obwohl sich die wundervoll körnige Schwarzweiß-Fotografie aus den frühen 1960ern mit dem schäbig-verwaschenen Look von Videomaterial beißt, das in den 80ern entstanden ist, gelingt Fasano mit seinem eleganten Editing eine bemerkenswerte Leichtigkeit. Dazu schafft der Score, der die originalen „Schnipsel“ aus Bertoluccis Filmmusik überlagert, zusätzlich ein Gefühl von Fließen und Kohäsion“.
Die Filmjournalistin Meredith Taylor sagt in ihrem Essay von 2018 über den Film:
„[Der Film] ist viel mehr als die Summe von über 300 Stunden dokumentierter Interviews mit Bernardo Bertolucci, er ist vielmehr ein Essay über die Kunst des Filmemachens und, in gewisser Hinsicht, die Geschichte des Filmens in Europa seit den frühen Sechzigern.“
2014 wurde der Film vom Italian National Syndicate of Film Journalists für das Nastro d’Argento (Best Documentary About Cinema) nominiert.